# Romà Cuyàs Sol
Romà Cuyàs Sol (Barcelona, 24 de noviembre de 1938-ib., 27 de diciembre de 2019) fue un dirigente deportivo español. Presidente del Comité Olímpico Español (1983-1984) y del Consejo Superior de Deportes (1982-1987).

## Biografía

### Carrera deportiva
Fue atleta del Club Natación Barcelona, del que también formó parte de la junta directiva como presidente de la sección de atletismo. Entró en la Federación Catalana de Atletismo en 1962 como vocal de la junta bajo la presidencia de Miguel Arévalo, y fue miembro de la junta directiva de la Real Federación Española de Atletismo en representación de los clubes de primera división de 1980 a 1982.
Entre 1982 y 1987 fue secretario de Estado para el Deporte y presidente del Consejo Superior de Deportes. También presidió el Comité Olímpico Español de 1983 a 1984, y fue miembro de honor vitalicio desde 1984. Presidió la Federación Catalana de Atletismo del 2000 al 2012, período durante el cual inauguró la Pista Cubierta de Sabadell, la primera que existió en Cataluña desde hacía treinta años.
En relación con los Juegos Olímpicos de Barcelona 1992 fue el autor del estudio de viabilidad de los Juegos por encargo del pleno del Ayuntamiento de la ciudad condal del 14 de enero de 1982; primer comisario del Proyecto Olímpico Barcelona 92 y vicepresidente primero de la candidatura olímpica de Barcelona en representación del Gobierno español; miembro del Comité Ejecutivo del COOB 92; vicepresidente delegado de la Olimpiada Cultural, y director de la Memoria Oficial de los Juegos Olímpicos de Barcelona 92.

### Carrera profesional
En el ámbito profesional fue consejero-delegado de Ediciones 62, director general único del grupo de empresas de Editorial Planeta y defensor del socio de Agrupació Mútua. Como promotor cultural fue fundador y primer presidente de la Asociación de Editores en Lengua Catalana (1978-1982), vocal, contador, tesorero y vicepresidente del Gremio de Editores de Cataluña (1971-1982), y director general de Promoción Cultural de la Generalidad de Cataluña (1996-1997).

### Fallecimiento
A través de un comunicado de la Federación Española de Atletismo se informó del fallecimiento en Barcelona de Romà Cuyàs el 27 de diciembre de 2019 a los 81 años.

## Premios
- Medalla de oro al mérito deportivo del Gobierno español.[7]
- Collar de plata del Comité Olímpico Internacional.[7]
- Creu de Sant Jordi el 11 de abril de 2017 otorgada por el Gobierno de la Generalidad de Cataluña.[7]